# Аранда, Кристобаль
Кристобаль Аранда (кат. Cristóbal Aranda; 4 августа 1966) — андоррский футболист, нападающий. Выступал за клуб «Энкам» и национальную сборную Андорры.

## Биография

### Клубная карьера
С 1996 года по 2004 год играл за клуб «Энкам», который выступал в чемпионате Андорры.

### Карьера в сборной
13 ноября 1996 года национальная сборная Андорры проводила свой первый международный матч против Эстонии и Исидре Кодина вызвал Кристобаля в стан команды. Товарищеская встреча закончилась поражением сборной карликового государства со счётом (1:6), Аранда вышел в начале второго тайма вместо Карлоса Медины, однако на 71 минуте его заменил Хорхе Басан. Эта игра стала для Кристобаля Аранда единственной в составе сборной.